# Daniel-Jérémie Décarie
Pour les articles homonymes, voir Décarie.
Daniel-Jérémie Décarie (Montréal, 20 mars 1836 - Montréal, 30 octobre 1904) est un homme politique québécois et maire de la municipalité de Notre-Dame-de-Grâce (aujourd'hui un quartier de la Ville de Montréal).

## Biographie
Né dans la paroisse de Notre-Dame-de-Grâce (Montréal) en 1836, il est le fils de Jérémie Descary et d'Apolline Gougeon. Daniel-Jérémie Décarie fut maire de la municipalité de Notre-Dame-de-Grâce de 1877 jusqu'à son décès en 1904. Il fut aussi élu dans le comté provincial d'Hochelaga en 1897 pour le Parti libéral du Québec. Il fut réélu sans opposition en 1900. Il meurt en fonction en 1904. Son fils, Jérémie-Louis Décarie, le remplaça comme député provincial dans le même district électoral.
Sa sépulture est située dans le Cimetière Notre-Dame-des-Neiges, à Montréal.
Le boulevard Décarie porte le nom de sa famille depuis 1912.